# Aziz Kelmendi
Aziz Kelmendi cyr. Азиз Кељменди (ur. 15 stycznia 1967 we wsi Karaçicë k. Lipljan, zm. 3 września 1987 w Paraćinie) – kosowski student prawa, sprawca masakry w Paraćinie.

## Życiorys
Był jednym z siedmiorga dzieci Sadika Kelmendiego i Sale z d. Krapi. W 1971 przeniósł się wraz z rodziną do wsi Medvec, a w 1980 do wsi Dushanovo (obecnie Arbane). W 1983 ukończył szkołę średnią w Prizrenie. W tym samym roku został ujęty przez policję we wsi Vërmicë i otrzymał karę 15 dni pozbawienia wolności za próbę ucieczki do Albanii. W 1984 rozpoczął studia prawnicze na uniwersytecie w Prisztinie, ale przerwał je po dwóch semestrach. 
W 1987 został powołany do odbycia służby wojskowej. Po wstępnym przeszkoleniu w Leskovacu został przeniesiony do jednostki 7518 w Paraćinie. 3 września 1987, używając broni służbowej Zastava M70 zastrzelił w koszarach w Paraćinie cztery osoby (2 Bośniaków, Chorwata i Serba), a kolejne pięć ranił. Po dokonaniu masakry sprawca uciekł z koszar na wzgórze Karađorđevo, dominujące nad miastem. Tam został otoczony przez policję i według oficjalnej wersji popełnił samobójstwo.
Masakra w Paraćinie zbiegła się w czasie z narastaniem konfliktu serbsko-albańskiego. Dziennik Politika informację o masakrze opatrzył tytułem "Kelmendi strzela do Jugosławii". Po masakrze doszło do ataków na sklepy albańskie w Belgradzie, Paraćinie, Valjevie i Suboticy. W pogrzebie serbskiej ofiary masakry Srđana Simicia wzięło udział 20 tysięcy Serbów, w geście narodowej solidarności. Osiem osób (w tym 6 Albańczyków, 1 Muzułmanin i 1 Rom) stanęło przed sądem i zostało oskarżonych o udzielenie pomocy Kelmendiemu w przygotowaniach do masakry.